# The Carpenter
《The Carpenter》是芬兰交响金属乐队夜愿的首个单曲，也是他们首张专辑《Angels Fall First》中的唯一一首单曲。由塔雅·图伦尼和托马斯·霍洛派宁演唱，也是唯一一首有他的声音的单曲。
歌曲发行时排在芬兰单曲榜的第8位，但在1997年年底时升到第3位。

## 基督教象征
歌词中提到的“carpenter”是拿撒勒的耶稣，据说“将它的锚刻在人类临死的灵魂上”。“无名战士之墓”（tomb of the unknown soldier）指的是百夫长朗基努斯，耶稣在提庇留手中殉道前，他承认奄奄一息耶稣的是神的儿子并皈依基督教。歌曲看起来分别像传唱自圣维洛尼卡，抹大拉的馬利亞或是馬利亞最后记忆中的“苦路”。

## 曲目列表
| 曲序 | 曲目                          | 艺术家            | 时长 |
| ---- | ----------------------------- | ----------------- | ---- |
| 1.   | The Carpenter                 | Nightwish         | 5:55 |
| 2.   | Red Light In My Eyes, Part II | Children of Bodom | 3:50 |
| 3.   | Only Dust Moves...            | Thy Serpent       | 7:09 |

## 人员
- Tarja Turunen - 主唱
- Tuomas Holopainen - 键盘，钢琴，人声（于曲目1）
- Emppu Vuorinen - 吉他，原声吉他，贝斯吉他
- Jukka Nevalainen - 鼓

## 视频
歌曲有一段视频剪辑，上面显示歌唱者塔雅·图伦尼身穿红色礼服在旷野上，以及一个男人在设计看起来像飞行器的东西。有很多场景代指十字架，如蜡烛、指代墓的地下厂房，以及十字聖號。当男人被系上飞行器时，他像被钉在十字架上的耶稣一样展开了双臂。
视频于1998年春季摄于芬兰赫尔辛基和挪威亨宁斯韦尔。录制场景有剩下乐队的表演（包括托马斯·霍洛派宁的歌唱，Emppu Vuorinen的原声和电子吉他，以及Jukka Nevalainen的鼓），但导演、萨米·凡萨卡和霍洛派宁都不喜欢，最后只有包含图伦尼的片段。